# Tramvajová doprava v Geře

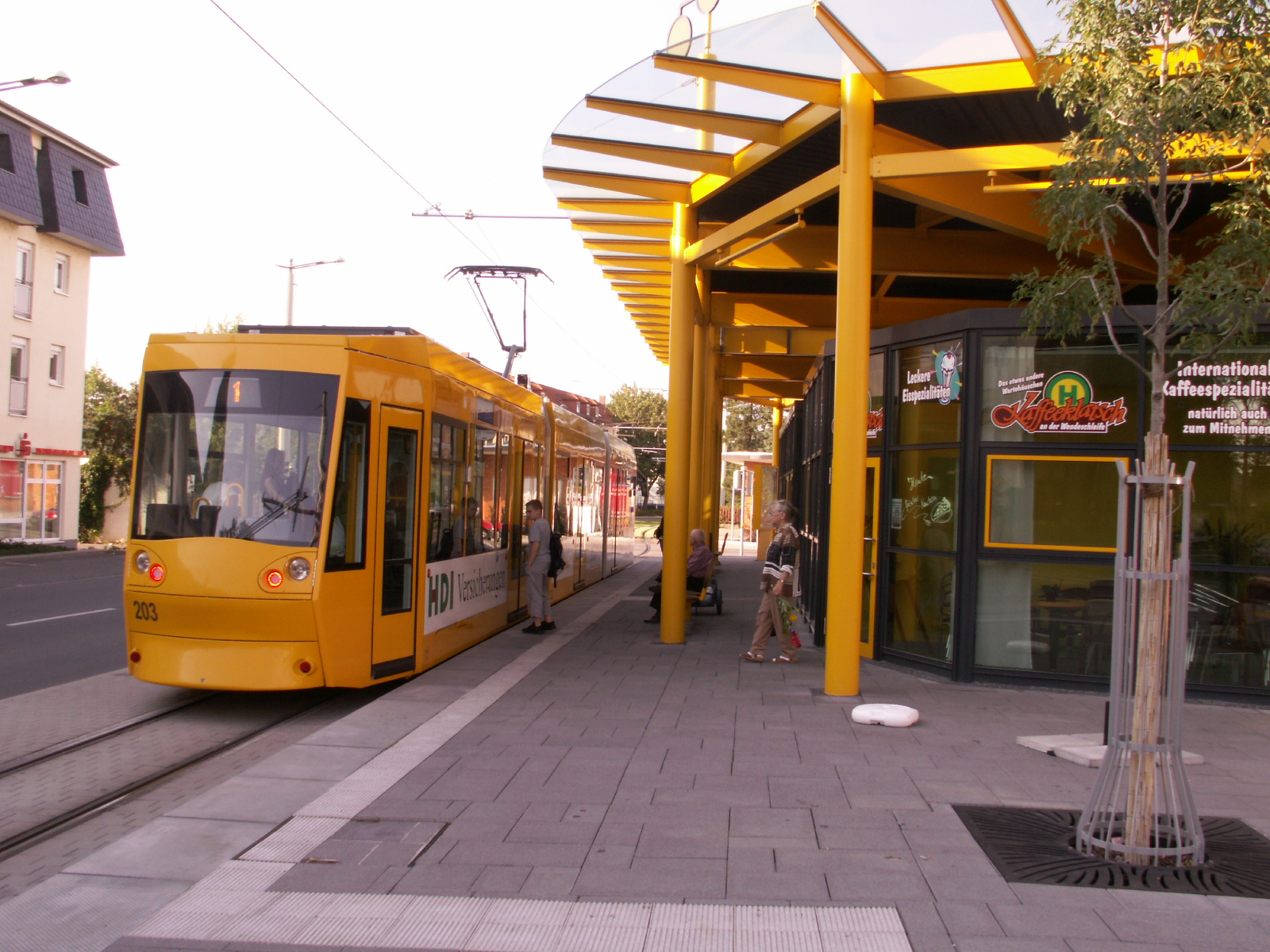
Tramvaj NGT8G na nejnovější lince v Zwötzenu

Východodurynské město Gera má vlastní tramvajovou síť. Jedná se o malý provoz, tvoří jej městská trať, která prochází Gerou ze severovýchodu na jihozápad, spolu s krátkými odbočkami do čtvrti Lusan a na nádraží Zwötsen. V roce 2006 byla zprovozněna zcela nová trať ve směru sever – jih. Rozchod kolejí zde činí 1000 mm, provozovatelem celé sítě je společnost GVB.

## Historie

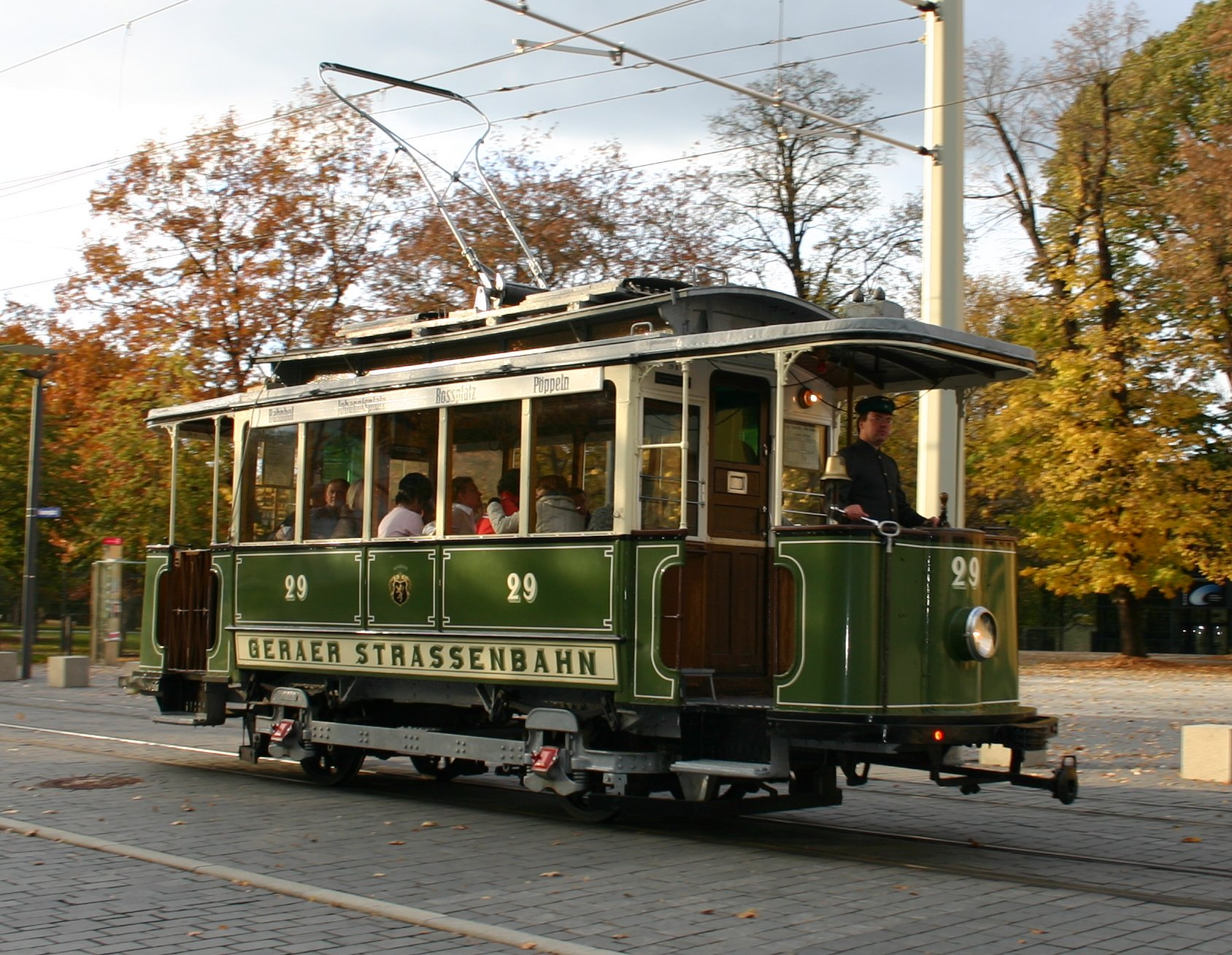
Jedna z gerských historických tramvají

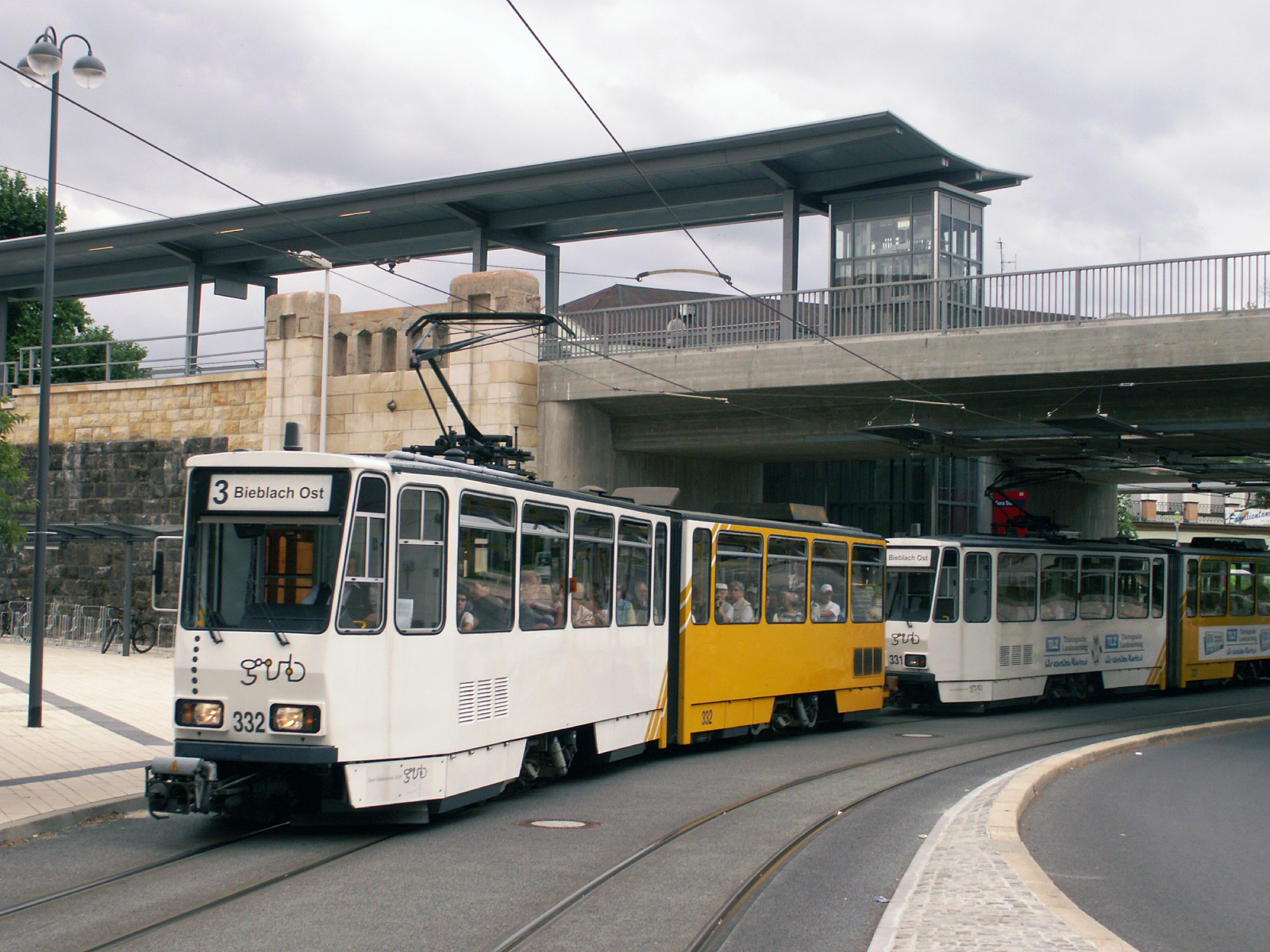
Souprava tramvají Tatra KT4 v Geře

Tramvajový provoz v Geře je po hallenserském druhý nejstarší stále funkční v Německu. Jeho historie započala 22. února 1892, když první dvě, celkem 8,6 km dlouhé tratě, spojily spolu čtvrtě Tinz a Debschwitz (první) a Untermhaus a Lindenthal (druhá). 1. dubna 1893 se objevila i třetí trať vedoucí zhruba ve směru současné městské trati. Hlavním přestupním bodem, kde se linky křížily, se stala ulice Heinrichstrasse, a tento význam jí zůstal dodnes. Po otevření úzkorozchodné dráhy do Wuitz-Mumsdorfu získal gerský tramvajový provoz spojení s průmyslovými závody v okolí města, čehož bylo až do roku 1945 využíváno.
V 50. letech došlo krátkodobě opět k oživení tramvajové dopravy. Otevřena byla nová trať do Zeulsdorfu a také k nádraží Zwötzen. Obrat ale nastal v letech šedesátých, tehdy bylo rozhodnuto vládou NDR zrušit tramvajové provozy v městech, která mají méně než 200 000 obyvatel, k nimž se Gera řadí. Úseky v centru města byly zrušeny postupně (v letech 1967 a 1971) a nakonec zbyla jen jediná městská trať. Jednalo se o tendenci, která byla obvyklá v této době v celé Evropě, a také i v tehdejší ČSSR.
Nově vybudované sídliště Lusan na jihozápadě města však také potřebovalo vhodné dopravní spojení, a tím se nakonec ukázala právě tramvaj. Trať sem zprovoznil místní dopravní podnik roku 1979, a nejen to; zakoupeny byly po dlouhé době i nové tramvaje, a to československé výroby, typu Tatra KT4D. První dodávky nových vozů začaly roku 1978, to byly zakoupeny první dva. V roce 1981 je následovalo dalších 8, dodávky pokračovaly až do roku 1990, kdy přišlo posledních 5 kusů. Celkem tak bylo z ČKD Tatry Smíchov dodáno 60 nových tramvajových vozů. Podobně byla zajištěna doprava do dalšího sídliště, které vzniklo v druhé polovině 80. let na druhém (severovýchodním) konci města a nese název Bieblach. Nová trať sem vede od původní konečné ze čtvrti Tinz.
Po znovusjednocení Německa byla zahájena modernizace tramvajového provozu tak, aby odpovídal západoněmeckým a evropským standardům. Staré tramvaje, vyrobené vagónkou VVB LOWA (později VEB Waggonbau Gotha) v 50. a 60. letech, byly vyřazeny z provozu jako první. V 90. letech byly následně zrekonstruovány tratě, na mnoha místech je tak tramvajová trať ocitla zcela mimo vozovku silniční komunikace. Tramvajová doprava začala být též preferována na křižovatkách. V roce 1999 GVB nechal modernizovat své vozy KT4D tak, že mezi původní dva vložil třetí, nízkopodlažní článek. Celá přestavba tramvají probíhala v pražských ČKD Dopravních systémech. Takto upravené tramvaje nesou označení KTNF8.
V letech 2002 až 2006 probíhala výstavba zcela nové tratě rychlodrážního charakteru, která vede severojižním směrem. Spojila tak městskou část Untermhaus s nádražím, přestupním uzlem Heinrichstraße a čtvrtí Zwötzen na jihu města. Nasazena jsou na ni moderní nízkopodlažní vozidla typu NGT8G, které dodala firma ALSTOM Salzgitter. Tříčlánková tramvaj je dlouhá 28 metrů, široká 2,4 m a poskytuje 80 míst k sezení. Trať je vedena většinou na vlastním tělese, oddělena od ostatních komunikací. Má moderně pojaté zastávky a při jejím budování bylo vynaloženo také jisté úsilí i do rekultivace pozemků v okolí stavby.
V souvislosti s otevřením zcela nové trati bylo také přepracováno linkové vedení navazujících autobusových spojů; získaly charakter spíše napaječe tramvají.

## Vozový park
Vozový park tvoří tramvaje typu Tatra KT4DMC v počtu devatenácti kusů a šest nízkopodlažních tramvají typu KTNF8. Roku 2006, tedy po zahájení provozu trati na Zwötzen se v Geře objevily ještě vozy typu NGT8G, vyrobené Alstomem. V září 2024 se k 13 kusům onoho typu přidalo 6 vleků typu SB9 původem z Darmstadtu. První dva uvedené typy tramvají bývají spřahovány do souprav. Kromě těchto všech vlastní místní DP také ještě vozy historické a služební.